# Wolfgang Heitmann
Wolfgang Heitmann (* 22. September 1943 in Plauen; † 23. März 2015 in Remscheid) war ein deutscher Jazzpianist, Arrangeur,  Komponist und Musikpädagoge mit den Schwerpunkten Jazz und Zeitgenössische Musik.

## Leben und Wirken
Als Schüler wurde Heitmann beim 3. und 4. Jazzfestival der Stadt Leverkusen 1961 und 1962 von der Jury unter dem Vorsitz von Dietrich Schulz-Köhn bzw. Hermann-Josef Rübben als bester Vibraphonist bzw. bester Pianist ausgezeichnet.
Ab 1964 studierte Heitmann am damaligen Konservatorium der Stadt Köln (Rheinische Musikschule Köln) Schlagzeug bei Christoph Caskel, Klavier bei Eckard Sellheim und Theorie bei Roland Löbner. 1966 spielte er als Schlagzeuger bei den Kölner Kursen für Neue Musik mit, geleitet von Karlheinz Stockhausen. Nach der staatlichen Musiklehrerprüfung 1967 setzte er sein Studium am Robert-Schumann Konservatorium Düsseldorf in den Fächern Klavier bei Albrecht Schwinger und Komposition bei Wilhelm Empt fort.
Seit Mitte der 1960er Jahre trat er als Pianist und Leiter verschiedener Jazzensembles auf (z. B. Bayer Workshop Group, InFormation, Bopsolation). Er spielte u. a. mit Axel Jungbluth und Wolfram Brunke, deren langjährige Freundschaft für Heitmanns musikalische Entwicklung wegweisend war. Von 1967 bis 1972 hatte er die Leitung der Musikproduktionen von Wolfram Brunke, Bosworth and Selected Sound, Loeve Studio Köln, inne.
Ab 1967 organisierte Heitmann Jazzfestivals in Leverkusen (nicht zu verwechseln mit den später gegründeten Leverkusener Jazztagen), u. a. 1975 mit dem Posaunisten Jiggs Whigham. 1970 war er als Arrangeur für das WDR-Tanzorchester unter Werner Müller tätig und 1972 bis 1973 musikalischer Leiter der kabarettistischen Revue „Die tollen Zwanziger“ am Theater im Bonn Center. Er wirkte als Komponist, Arrangeur und musikalischer Leiter bei Aufführungen der Kulturabteilung Bayer Leverkusen mit.
Seit 1973 unterrichtete er an der Musik- und Kunstschule Remscheid (damaliger Leiter Karl Lorenz) die Fächer Klavier, Schlagzeug, Theorie, Gehörbildung, Ensemble, Bigband, Jazz und Rock und baute gleichzeitig die Remscheider Jazzszene auf. Besonders erfolgreich war in den 1980er Jahren die von Peter Fleischhauer initiierte Bigband RS-BB84 mit der auch Silvia Droste auftrat.
1979 verlagerte Heitmann seine Hauptunterrichtstätigkeit auf die Studienvorbereitende Ausbildung. Hierfür schrieb er zahlreiche musiktheoretische und musikdidaktische Schriften, darunter “Hörtraining Rhythmus: Trainingsprogramm für Rhythmusnotation mittels Kurzschrift”.
Neben Kompositionen und Arrangements für kleine Jazzensembles schrieb er Kompositionen für größere Ensembles bis hin zur Bigband, auch in Kombination mit Streichorchester („Response from Tau Ceti“, „Concertino im Achtelbeat“), die Elemente der verschiedensten Stilrichtungen inkl. der Zwölftonmusik enthalten entsprechend Heitmanns Überzeugung, dass der Unterschied zwischen E- und U-Musik nur theoretisch zu sehen ist. Einige seiner Werke wurden auf der 2. 3. und 4. Bergischen Biennale für Neue Musik aufgeführt (s. Werke).
Seine Auseinandersetzung mit der Zwölftonmusik schlug sich in einer musiktheoretischen Analyse von Satz II der Variationen für Klavier op.27 von Anton Webern nieder, die in die Bibliothek der Paul-Sacher-Stiftung der Universität Basel aufgenommen wurde.
Das Potenzial der Musik- und Kunstschule Remscheid mit ihrem weiten Spektrum an Musikinstrumenten inkl. Gesang und Synthesizer setzte er überaus erfolgreich für das Medley „Let the Sunshine in“ (1993) ein sowie für die Komposition „Perspektiven 95 – Wilhelm Conrad Röntgen gewidmet“, in der wichtige Daten aus dem Leben von Röntgen musikalisch umgesetzt wurden.
Seine letzte große Komposition ist eigentlich keine: seine Faszination für die mathematischen Elemente der Musik sowie für Improvisation liegt dem Werk „1 Satz für 5“ zugrunde, das auf einem Takt mit fünf Musikelementen beruht und an dessen Uraufführung im Rahmen der 4. Bergischen Biennale 2001 15 Gruppen der Remscheider Musikschule- und Kunstschule beteiligt waren.
Zeitlebens kreierte Heitmann Karikaturen und (Computer)grafiken zu alltäglichen Situationen sowie aktuellen politischen Ereignissen. Vor allem die graphische Darstellung von Musik und Musikinstrumenten hat ihn seit den 1970er Jahren fasziniert und resultierte in einer Fülle von z. T. handgezeichneten, später computergenerierten humorvollen bis satirischen Darstellungen.

## Werke (Auswahl)
| Jahr      | Werk |
| --------- | --- |
| 1963      | Serbischer Kolo für 3 Xylophone und Kontrabass bzw für Xylophon, Marimba und Bass                                          |
| 1977      | Response from Tau Ceti für Bigband und Streichorchester                                                                    |
| 1980      | Concertino im Achtelbeat für 2 Klaviere, Pauken, Schlagzeug, E-Bass und Streichorchester                                   |
| 1993      | A taste of Sunshine – Let the Sunshine in: für Jazz-Rock-Formation, Solo-Chor, Kinderchor, Schlagzeug, Streicher, Solisten |
| 1995      | Perspektiven 95: 9 Etuden für 5 Gruppen: zum 100. Todesjahr von WC Röntgen                                                 |
| 1999      | O´M Computernotenbilder für Klavier bzw ad libitum Besetzung                                                               |
| 1999      | Perpetuum Mobile für Querflöte, Gitarre und Cello                                                                          |
| Unbekannt | Grünberg Varianten für Klavier solo                                                                                        |
| Unbekannt | Klavierquintett |
| Unbekannt | Klavier-Sonate |